# Telenomus catalpae
Telenomus catalpae är en stekelart som beskrevs av Muesebeck 1935. Telenomus catalpae ingår i släktet Telenomus och familjen Scelionidae. Inga underarter finns listade i Catalogue of Life.